# Francisco Luis Bernárdez
Francisco Luis Bernárdez (Buenos Aires, 5 ottobre 1900 – Buenos Aires, 24 ottobre 1978) è stato un poeta e diplomatico argentino.

## Biografia

### Formazione
Francisco Luis Bernárdez nacque a Buenos Aires da genitori spagnoli. A vent'anni compì un viaggio nella patria dei suoi antenati e visse in Spagna dal 1920 al 1924, dove leggeva i poeti modernisti di cui si avverte l'influenza nei suoi primi libri. Lavorò come giornalista a Vigo, dove fu redattore del "Pueblo gallego". Qui entrò in contatto con figure come Ramón María del Valle-Inclán, con i fratelli Antonio e Manuel Machado e con Juan Ramón Jiménez. Per un breve periodo si stabilì anche in Portogallo.

### Il rinnovamento letterario
Quando tornò dalla Spagna, Francisco Luis Bernárdez si unì al gruppo di Florida, chiamato anche gruppo Martín Fierro, un raggruppamento informale di artisti d'avanguardia che ebbe parte importante nel rinnovamento letterario ed estetico argentino durante gli anni 1920 e 1930. Bernárdez appoggiò in questo periodo l'ultraismo e, in generale, le correnti europee dell'epoca.
Nel 1925, Bernárdez strinse amicizia con l'allora poco noto Jorge Luis Borges, con cui gli piaceva di percorrere i sobborghi in lunghe camminate. Bernárdez partecipò al secondo periodo della rivista Proa en las Letras y en las Artes, frutto della collaborazione di un gruppo letterario composto da Ricardo Güiraldes, Alfredo Brandán Caraffa, Pablo Rojas Paz e dallo stesso Borges.

### Lettere e diplomazia
In seguito, lavorò al giornale La Nación. Dal 1928 scrisse per la rivista Criterio, alla quale avevano partecipato e partecipavano letterati di fama come Gilbert Keith Chesterton, Baldomero Fernández Moreno, Gabriela Mistral e Jorge Luis Borges. Inoltre, si unì al gruppo dei fondatori del giornale El Mundo.
Nel 1937, fu nominato segretario pubblico della biblioteca municipale «Miguel Cané» nel quartiere di Boedo, e vi fece entrare Jorge Luis Borges, che vi lavorò come aiutante catalogatore dal 1937 al 1946. Questa biblioteca, decana delle biblioteche pubbliche di Buenos Aires, acquisì successivamente fama internazionale per essere stata il primo posto pubblico in cui Borges lavorò e scrisse.
Già scrittore con toni nettamente cristiani, partecipò - come lo scrittore Leopoldo Marechal e il pittore Ballester Peña- al Convivio, incontro di artisti cristiani che costituì il punto di riferimento per dibattere differenti aspetti e problemi artistici nelle sue varie manifestazioni. Allo stesso modo, partecipò alla pubblicazione omonima. Leopoldo Marechal e Francisco Luis Bernárdez erano molto amici, come riferisce Marcelo Sánchez Sorondo:
(Marcelo Sánchez Sorondo)

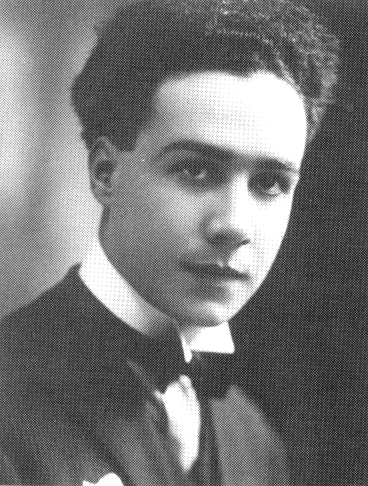
Leopoldo Marechal, poeta, drammaturgo, romanziere e saggista argentino, molto amico di Francisco Luis Bernárdez

Nel 1944 fu impiegato al nuovo Sottosegretariato Nazionale della Cultura come direttore generale della cultura intellettuale, mentre Leopoldo Marechal fu designato direttore generale della cultura estetica nello stesso Sottosegretariato. Fra il 1944 e il 1950, Bernárdez fu direttore generale delle biblioteche pubbliche municipali. Nel 1945, insieme con Vicente Barbieri, Leónidas Barletta, Ricardo Molinari e Adolfo Bioy Casares, fece parte della giuria che premiò con il primo premio di prosa della Città di Buenos Aires Uno y el Universo, il primo saggio pubblicato da Ernesto Sabato.
Quattro anni dopo entrò nell'Accademia argentina di lettere come numerario, occupando il seggio n.º 10 «Carlos Guido y Spano». Dopo il colpo di Stato del 1955, fu incorporato nel servizio diplomatico argentino, come ambasciatore a Madrid, fino al 1960. Andò in pensione come ministro plenipotenziario. Negli ultimi anni della sua vita rimase cieco, tuttavia conservò sempre il suo atteggiamento gioviale ed entusiasta e il suo amore per le lettere.

## Opera letteraria

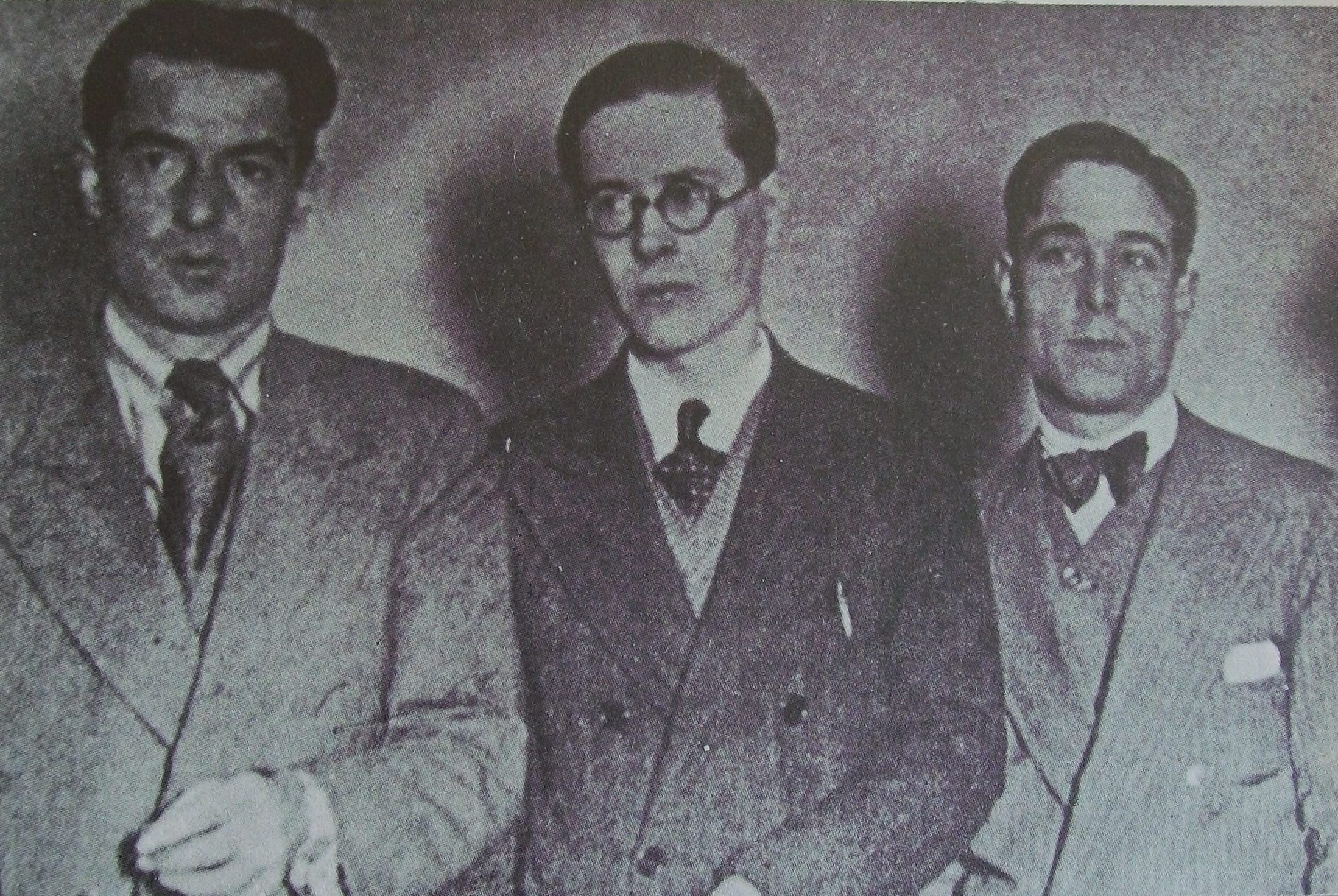
Roberto Arlt, Francisco Luis Bernárdez e Roberto Ledesma, nel 1930

Le sue prime fatiche furono Orto (1922), Bazar (1922) e Kindergarten (1924), scritti seguendo i principii dell'ultraismo. Insieme con Alcándara (1935), lo misero in relazione con l'era postmodernista, però in quest'ultima opera già incomincia a diluirsi l'ultraismo, che cede il posto a pennellate di quello che diventerà in seguito il suo barocchismo concettuoso e originale.
Dopo la pubblicación de El buque (1935), trattò temi di spiritualità con lo stile classico di Paul Claudel e Charles Péguy. Questa nuova fase fu rappresentata da opere come Cielo de tierra (1937) —che comprendeva il suo sonetto che inizia con le parole Si para recobrar lo recobrado—, La ciudad sin Laura (1938) - ispirata a sua moglie -, Poemas elementales (1942), Poemas de carne y hueso (1943), El ruiseñor (1945), Las estrellas (1947), El ángel de la guarda (1949), Poemas nacionales (1950), La flor (1951), Tres poemas católicos (1959), Poemas de cada día (1963) e La copa de agua (1963).
Nella maturità, la sua poesia si caratterizza per un tono lirico e romantico, influenzato dai poeti mistici, che però conserva la sua forma particolare di mettere a fuoco la bellezza della vita, con un canto di serena fluidità. Bernárdez è uno dei pochissimi poeti argentini che fa del cattolicesimo un tema della sua produzione.
Si caratterizzò per la bellezza dei suoi sonetti, per i suoi poemi di metro molto lungo (fu creatore di un verso di 22 sillabe), e per la sua profondità filosofica (per esempio, ne La noche). La sua traduzione poetica degli inni liturgici del Breviario romano, che ancor oggi si recitano in alcuni conventi argentini, e le sue opere di prosa, quasi tutte veramente poetiche, completano l'opera di questo notevole scrittore argentino.

## Premi e riconoscimenti
Per la sua opera El buque (1935), Francisco Luis Bernárdez ricevette il Premio Municipale di Poesia de Buenos Aires.
Per le opere Poemas elementales (1942) e Poemas de carne y hueso (1943) gli fu conferito il Premio Nazionale di Poesia (Argentina, 1944), premio che era stato attribuito a poeti come Baldomero Fernández Moreno (1926) e Leopoldo Marechal (1940).